# Sebastian Janikowski
Sebastian Janikowski (Wałbrzych, 2 marzo 1978) è un ex giocatore di football americano polacco che ha militato nel ruolo di kicker nella National Football League. Fu scelto nel corso del primo giro (17º assoluto) nel Draft NFL 2000 dagli Oakland Raiders. Al college giocò a football alla Florida State University. È il giocatore nella storia dei Raiders ad aver totalizzato più punti (1.294).

## Carriera professionistica

### Oakland Raiders
Janikowski fu scelto nel corso del primo giro del Draft 2000 dagli Oakland Raiders. Il 22 luglio firmò un contratto di 5 anni per un valore di 6,055 milioni di dollari, inclusi 2 milioni di bonus alla firma. Debuttò come professionista il 13 settembre 2000 contro i San Diego Chargers. Il 13 dicembre 2004 rifirmò un contratto di 5 anni per un valore di 10,5 milioni di dollari, inclusi 1,5 milioni di bonus alla firma.

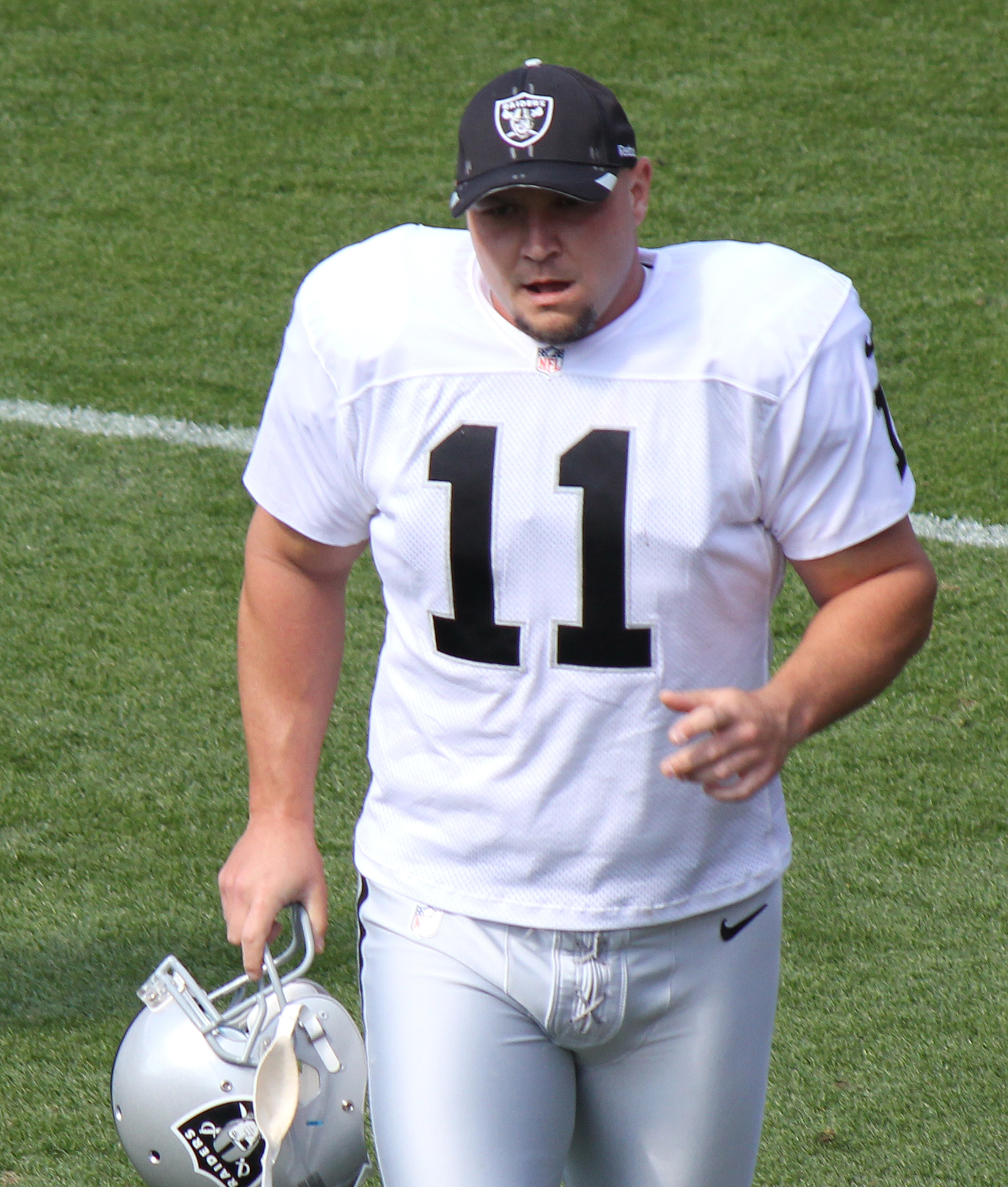
Janikowski con la maglia dei Raiders

Nella stagione 2009 Janikowski stabilì il record di maggior numero di punti segnati nella storia dei Raiders e il 3 gennaio 2010 raggiunse i 1.000 punti in carriera.
Il 16 febbraio 2010 Janikowski firmò come unrestricted free agent un contratto di 4 anni per un valore di 16 milioni di dollari (9 milioni garantiti), inclusi 3 milioni di bonus alla firma. Il 12 settembre 2011 contro i Denver Broncos eguagliò il record della NFL in una partita della stagione regolare per il field goal realizzato dalla maggior distanza, 63 yard, superato successivamente da Matt Prater nel 2013.
Il 28 settembre vinse il titolo di miglior giocatore del mese degli special team della AFC. Il 23 ottobre contro i Chiefs saltò per infortunio la sua prima partita dopo una serie consecutiva che era iniziata nella stagione 2001. A fine stagione fu scelto per la prima volta per il Pro Bowl.
Nella stagione successiva il 23 settembre 2012 realizzò il field goal decisivo di 43 yard a 4 secondi dalla fine, portando alla vittoria i Raiders sui Pittsburgh Steelers per 34 a 31. Nella partita contro i Jacksonville Jaguars realizzò il field goal decisivo per la vittoria nell'overtime.
Il 2 agosto 2013 Janikowski firmò un contratto di cinque anni per un valore di 18,9 milioni di dollari (8 milioni garantiti). Nella stagione 2017 perse tutta l'annata per un infortunio. Sostituito come kicker titolare da Giorgio Tavecchio, a fine stagione fu svincolato.

### Seattle Seahawks
Il 13 aprile 2018 Janikowski firmò un contratto di un anno con i Seattle Seahawks. Nel dodicesimo turno fu premiato come giocatore degli special team della NFC della settimana dopo avere segnato 3 field goal su altrettanti tentativi, incluso quello della vittoria all'ultimo secondo da 31-yard sui Carolina Panthers.

## Palmarès

### Franchigia
- American Football Conference Championship: 1

Oakland Raiders: 2002

### Individuale
- Convocazioni al Pro Bowl: 1

2011
- First-team All-Pro: 1

2011
- Miglior giocatore del mese degli special team della AFC: 4

settembre 2001, settembre e novembre 2011, ottobre 2012
- Miglior giocatore della settimana degli special team della AFC: 7

9ª del 2000, 4ª del 2005, 7ª del 2008, 1a, 5ª e 12ª del 2011, 15ª del 2012

## Record NFL
- Più lungo field goal segnato nei tempi supplementari: 57 yard[4]
- Maggior numero di field goal segnati in un quarto: 4 (condiviso)[5]
- Maggior numero di field goal da 50 o più yard segnati in carriera: 55[6]
- Maggior numero di field goal da 60 o più yard in carriera: 2 (condiviso con Greg Zuerlein)[7]
- Maggior numero di field goal da 50 o più yard in una partita: 3 (condiviso Justin Tucker)[4]

## Altri sport
Prima di dedicarsi al football americano, Janikowski era un buon calciatore, tanto da ottenere un posto nella Nazionale Under-17 di calcio della Polonia nel 1993.